# Schnellpost Köln-Berlin
Die Schnellpost Köln–Berlin war eine Postkutschenverbindung und wurde 1823 auf Grund kurioser Maßnahmen und Bestimmungen eingerichtet.

## Besonderheiten
Auf der Strecke von Berlin bis Kassel war diese Schnellpost rein preußisch. Auf dem Gebiet von Kassel nach Köln, im kurhessischen Gebiet, besorgte der mit dem dortigen Postwesen  belehnte Fürst von Thurn und Taxis die Beförderung. Schirrmeister und Wagen wurden für die gesamte Strecke von Preußen  gestellt. Die Wagen mussten die Inschrift Combinierter Königlich Preußischer und Kurfürstlich Hessischer Postwagen zwischen Cassel und Cöln tragen.
Den preußischen Schirrmeistern, die mit dieser Post nach Kassel kamen, war es verboten, landesherrliche Abzeichen und farbige Kragen und Aufschläge an ihren Uniformen zu tragen.